# Terytorium mandatowe
Terytoria mandatowe – terytoria (kolonie) odebrane po I wojnie światowej Niemcom i Turcji i powierzone, uchwałą Ligi Narodów, do administracji państwom zwycięskiej Ententy: Wielkiej Brytanii, Francji czy też Belgii, a także Cesarstwu Wielkiej Japonii, Australii, Nowej Zelandii i Związkowi Południowej Afryki. Państwa te nazywane były mandatariuszami. Zostały one zobowiązane, by objąć zarząd terytorium na warunkach, które uniemożliwią nadużycia, jak handel niewolnikami, bronią i alkoholem, zapewnią wolność sumienia i religii, z tymi tylko ograniczeniami, których może wymagać utrzymanie porządku publicznego i dobrych obyczajów, zabronią wznoszenia fortec, tworzenia stacji wojskowych i morskich oraz wyszkolenia wojskowego tubylców, o ile to nie jest konieczne ze względów policyjnych lub do obrony terytorium, wreszcie zapewnią innym Członkom Ligi równe warunki wymiany i handlu (traktat wersalski, art. 22).
Terytoria mandatowe były podzielone na trzy kategorie:
- A – obszary rozwinięte, mogące się szybko usamodzielnić,
- B – obszary słabo rozwinięte, wymagające opieki przez dłuższy czas,
- C – obszary typowo kolonialne – bez najbliższej perspektywy na usamodzielnienie.

Po II wojnie światowej terytoria mandatowe przekształcono w terytoria powiernicze ONZ. Jedynie Afryka Południowo-Zachodnia pozostała formalnie terytorium mandatowym, gdyż Związek Południowej Afryki zaanektował ją i odmawiał oddania pod powiernictwo ONZ. Pomimo wielu uchwał Zgromadzenia Ogólnego ONZ RPA nie opuściła tego terytorium aż do roku 1990 – wtedy terytorium to ogłosiło niepodległość i znane jest jako Namibia.

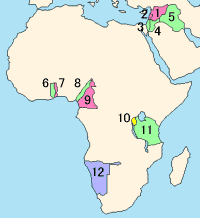
Terytoria mandatowe w Afryce i na Bliskim Wschodzie

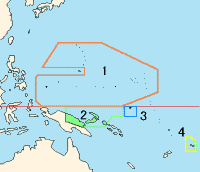
Terytoria mandatowe na Pacyfiku

## Terytoria mandatowe

### Kategoria A
- Irak ( Wielka Brytania; 10 sierpnia 1920 – 3 października 1932)
- Palestyna ( Wielka Brytania; 25 kwietnia 1920 – 14 maja 1948)
- Syria i Liban ( Francja; 29 września 1923 – 1 stycznia 1943)

### Kategoria B
- Kamerun Brytyjski ( Wielka Brytania; 20 lipca 1922 – 13 grudnia 1946)
- Kamerun Francuski ( Francja; 20 lipca 1922 – 13 grudnia 1946)
- Ruanda-Urundi ( Belgia; 20 lipca 1922 – 13 grudnia 1946)
- Tanganika ( Wielka Brytania; 20 lipca 1922 – 11 grudnia 1946)
- Togo Brytyjskie ( Wielka Brytania; 20 lipca 1922 – 13 grudnia 1946)
- Togo Francuskie ( Francja; 20 lipca 1922 – 13 grudnia 1946)

### Kategoria C
- Afryka Południowo-Zachodnia ( Południowa Afryka; 1920-1966)
- Mandat Południowego Pacyfiku ( Japonia; 1920 – 18 lipca 1947)
- Nauru ( Australia; 17 grudnia 1920 – 1 listopada 1947)
- Nowa Gwinea Australijska ( Australia; 17 grudnia 1920 – 8 grudnia 1946)
- Samoa Zachodnie ( Nowa Zelandia; 17 grudnia 1920 – 25 stycznia 1947)